# Pécs ostroma (1541)
Pécs ostroma 1541. szeptember hónapjának közepén zajlott le, a pontos idejét források hiányában nehéz meghatározni. A törökök első ízben ostromolták Pécset az 1540-47. évi háborúban, de elfoglalni csak második ízben tudták (1543). Pécset azaz Athinai Simon deák védte az ellenségtől, aki a magyar belháborúban még Szapolyai János oldalán vitézkedett, kinek szövetségese az Oszmán Birodalom volt.
Pécs ostromát illetően sokan győzelemről beszélnek, valójában a törökök nem szándékozták még elfoglalni a várat.

## Előzmények
A pécsi püspök Ezeki János, 1541. elején meghalt, s emberei I. Ferdinánd király hűségén maradtak. Fráter György azonban fontosnak ítélte Pécs városát, ami leendő menedékként szolgálhatna Izabella királynénak és a csecsemő János Zsigmondnak, ha a Habsburg-sereg netán elfoglalná Budát. Izabella megfogadva György barát tanácsát, Athinayt küldte 300 katonával a vár elfoglalására. Kákonyi János várnagy azzal a feltétellel lett volna hajlandó átadni Pécset, ha Athinay kifizeti a várkatonák hónapok óta elmaradt zsoldját, de erre a deáknak nem volt pénze. Az egyik pécsi kanonok, aki Szapolyai pártján állt, cselt eszelt ki. Mivel fegyveres kísérettel jártak állandóan még misékre is. Ezt kihasználva próbálta a kanonok hatalmába keríteni a várat, de a csel végrehajtása utólag elmaradt, mert Athinay száz aranyforinttal megvesztegette a kapuőrség parancsnokát, Szucsina Ambrust, aki megnyitotta a déli kaput és azon betódultak Athinay emberei. Kákonyi épp misét hallgatott a Szűz Mária Székesegyházban, mikor meghallotta a zajt. Gyorsan odasietett, remélve, hogy még ellenállásra rendezheti a katonáit, de hiába. Athinay azonban tisztességesen bánt vele és a pécsieknek sem lett bántódásuk.

## Az ostrom
A helyzet néhány hónapon belül gyökeresen megváltozott. Augusztus végén a Buda felmentésére érkezett török sereg maga tűzte ki a zászlót a vár ormára és néhány hét múlva I. Szulejmán ötvenezer fős, a tatárok segédhadaitól is támogatott serege érkezett Pécs alá, amely írásos parancsot hozott Izabella királynétól, amely szerint Athinaynak át kell adni a várat I. Szulejmánnak. De Athinay nem nyitott kaput és az ellenállást választotta. Állítólag a város német bírája Wolfgang Schreiber vette rá Athinayt, hogy szálljon szembe a törökökkel.
Az oszmánok ágyúval lőtték a várost, mire az őrség és a felfegyverzett lakosság a falakhoz vonult. Egy német nyelvű röpirat a „Ware New Zeitung von Türken” szerint a pécsiek végi harcoltak a törökök ellen, de nem lehetett komoly ostromról szó, s az ellenség rövidesen elvonult a vár alól.

## További események
Athinay arra a belátásra jutott, hogy Pécset inkább átadja az osztrákoknak. Tettét nem csupán a török támadás, hanem állítólag személyes okok is motiválták, mert amikor Budáról el akarta hozni a feleségét és gyerekeit. Azonban György barát egyik rokona, Benkovics Mihály, aki mellesleg Ferdinánd-párti volt, elfogta az asszonyt és Székesfehérvárra vitte. Ekkor Athinay Váraljai Szaniszló prépostnak küldött üzenetet a főherceghez, ha kiszabadítja a feleségét, átadja neki Pécset.
Miután az asszony kiszabadult októberben, Ferdinánd király katonái birtokba vették Pécset, s a püspöki székbe Váraljait helyezte.
1543-ban a szultán magyarországi hadjáratakor Pécs elesett.